# Wörnitz
Wörnitz là một đô thị tại huyện Ansbach, bang Bayern nước Đức. Đô thị Wörnitz có diện tích 24,45 km², dân số thời điểm ngày 31 tháng 12 năm 2006 là 1635 người. Đô thị này tọa lạc bên sông Wörnitz, phía tây Ansbach.